# Banco Nacional de Etiopía
El Banco Nacional de Etiopía (en amárico: የኢትዮጵያ ብሔራዊ ባንክ, en inglés: National Bank of Ethiopia, sigla NBE) es el banco central de Etiopía. Su sede está en la capital del país, Adís Abeba, y su gobernador actual es Mamo Mihretu. El banco promueve una política de inclusión financiera y es un miembro de la Alianza para la Inclusión Financiera (AFI).

## Historia

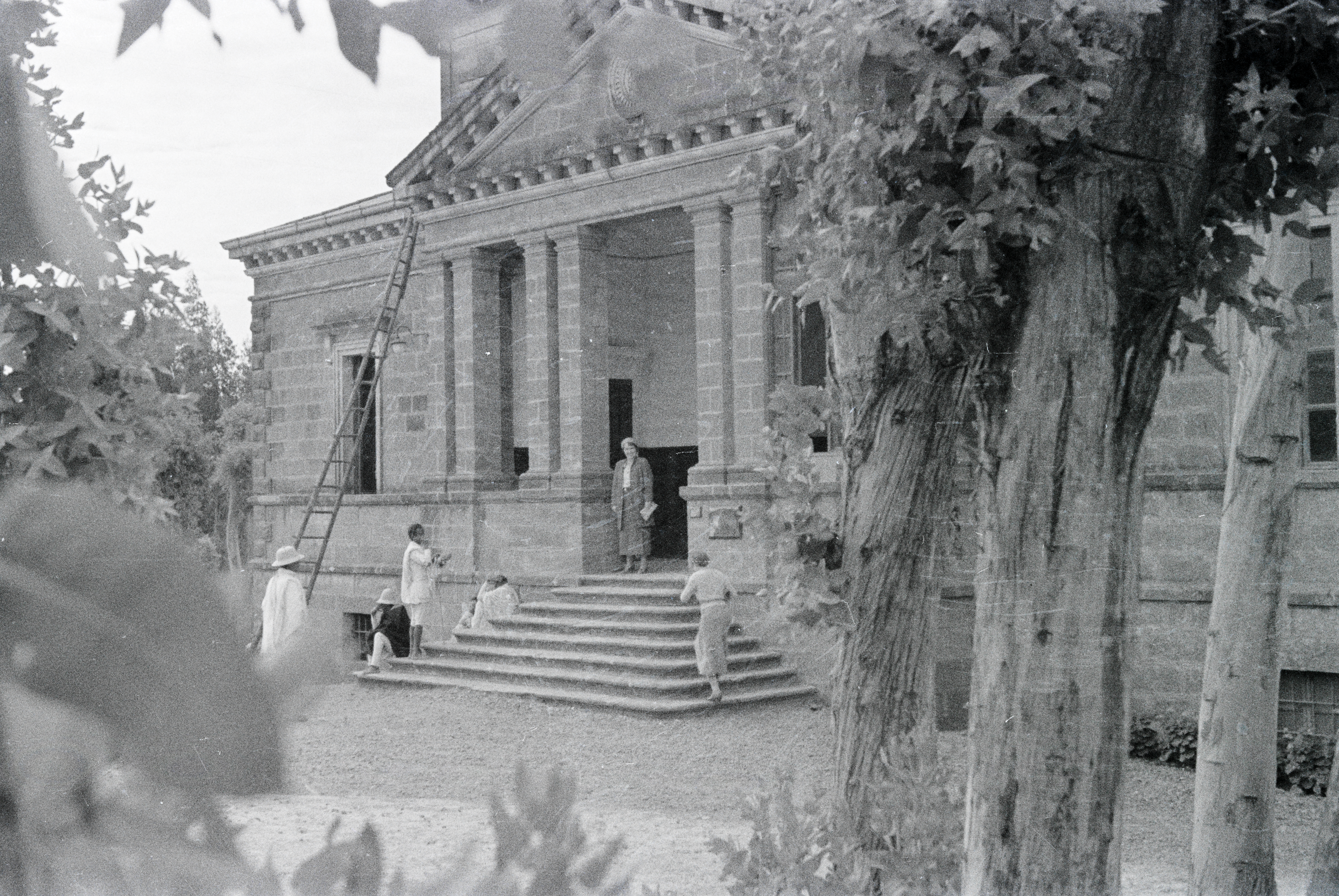
Banco de Etiopía (1934)

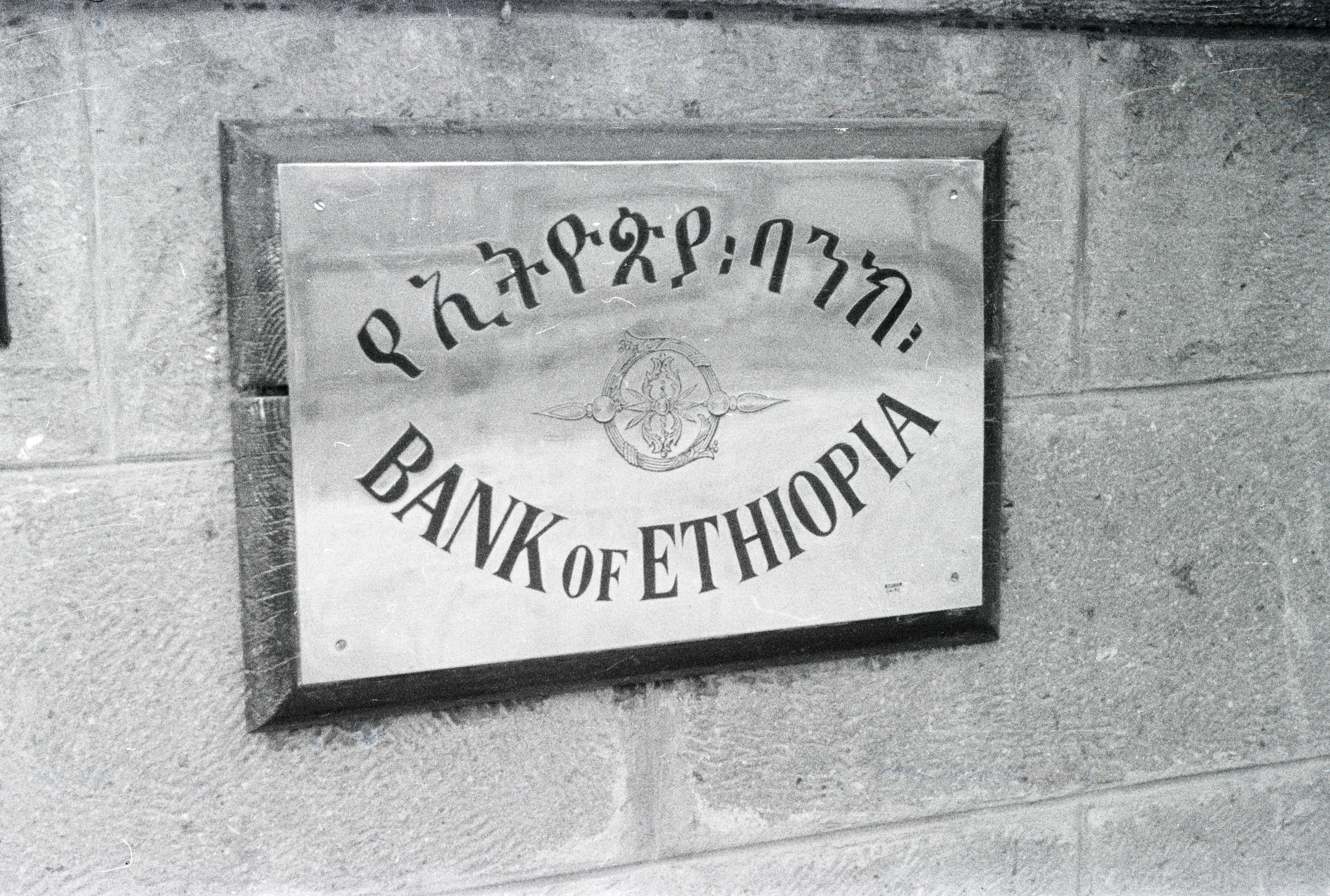
1934

El 15 de febrero de 1906 se fundó el primer Bank of Abyssinia, por el emperador Menelik II. Era un banco privado con oficinas e intereses en Adís Abeba, además de oficinas en Nueva York, París, Londres y Viena. El banco abrió numerosas sucursales por Etiopía en lugares como Harar Jugol (1906), Dire Dawa (1908), Gore (1912) y Dese (1920). Uno de los primeros proyectos del banco fue la financiación del ferrocarril franco-etíope que Adís Abeba había puesto en marcha en 1917. También abrió sede en Yibuti en 1920.
En 1931, el emperador Haile Selassie introdujo reformas en el sistema bancario. Se liquida el Banco de Abisinia y se crea el Banco de Etiopía, promoviendo servicios bancarios comerciales por todo el país. Aun así, en 1935, la segunda guerra ítalo-etíope trajo también la defunción de uno de las iniciativas más tempranas del banco. Durante la ocupación italiana, los bancos italianos eran muy activos en Etiopía.
El 15 de abril de 1943, el Banco Estatal de Etiopía se convertía en el banco central y permaneció activo hasta 1963. Cuando cesa sus operaciones, en 1963, el Banco Estatal de Etiopía había establecido 19 sucursales nacionales, una por ejemplo en Jartum, y otra oficina en Yibuti.
En 1963, de acuerdo con la ley 206 de 1963, nace el Banco Nacional de Etiopía, que comenzó sus operaciones en enero de 1964. El nacimiento de la nueva entidad estuvo asistido por el Departamento de Estado de los Estados Unidos, en la persona de Earle O. Latham, que era el primer vicepresidente de la Reserva Federal de Boston.
Hasta ese momento, el banco había llevado a cabo tanto actividades comerciales como de autoridad bancaria. La nueva ley otorgó al banco un capital de 10 millones de dólares etíopes. Asimismo, le concedía una amplia autonomía administrativa y personalidad jurídica. Entre otras, le asignó las responsabilidades siguientes:
- Regulación de la oferta, disponibilidad y coste del dinero y el crédito.
- Administración de las reservas internacionales del país.
- Conceder autorización a las bancos, supervisarlos y actuar como prestamista de última instancia (banco de bancos).
- Supervisión de bancos comerciales y regulación de los índices de interés.
- Emisión de moneda.
- Actuación como agente del Gobierno.
- Control de los tipos de cambio.

Sin embargo, la ley 99 de septiembre de 1976 vino a dar al banco una nueva función en un contexto de economía socialista. De esa forma, el banco pasó a diseñar de manera activa la planificación financiera, en cooperación con los órganos estatales. El área supervisora del banco aumentó para incluir otras instituciones financieras, como instituciones de seguro, cooperativas de crédito e inversión. Además, la ley introdujo una nueva moneda, el 'birr etíope' en lugar del dólar etíope, que cesaba como moneda de curso legal.